# Fetești (Suceava)
Fetești es una localidad rumana de la comuna de Adâncata, en el condado de Suceava.

## Historia
Hacia comienzos del siglo XX la localidad, que por entonces pertenecía al condado de Botoșani, formaba parte de la comuna de Satul-Burdujeni y tenía contabilizada una población de 429 habitantes.
En la segunda mitad del siglo XX la localidad había pasado a formar parte de la comuna de Adâncata, en el condado de Suceava. En el censo de 2021 la localidad tenía una población de 518 habitantes.